# Dolors Marin i Tuyà
Dolors Marin i Tuyà (Barcelona, 1960) és una psicòloga, psicoterapeuta i activista catalana.
Va estudiar la carrera de Filosofia/secció de Psicologia (1977-1982) i es llicencià en Psicologia per la Universitat de Barcelona. Va exercir en la Salut Pública entre els anys 1984 i 2011 a l'Hospital Clínic de Barcelona i al Departament de Salut de la Generalitat de Catalunya, com a psicoterapeuta fent protocols de teràpia individual, grupal i intervencions comunitàries. També va fer formació de personal sanitari. Amb relació a la recerca en psicologia, Marin i Tuyà és autora de nombroses publicacions. També d'articles en mitjans de comunicació com el Punt Avui i el penedès econòmic. Dolors Marín va fundar la primera entitat per l’acció social contra el tabac, Sociedat Catalana per la Prevenció del Tabaquisme (SCaPT). Treballà per l'Organització Mundial de la Salut (OMS), amb l'objectiu de fer un seguiment dels progressos o incumpliments del Govern espanyol en la lluita contra el tabac.
Pel que fa a la seva vinculació amb l'activisme en Drets Humans, ha estat membre del Secretariat Nacional de l'Assemblea Nacional Catalana (ANC) en el període fundacional 2011-2013, i va ser-ne la seva primera presidenta entre l'abril del 2011 i l'abril 2012. Fou editora del butlletí de l'ANC, i coordinadora de la sectorial de psicologia de l'ANC (2015-2018). Forma part del Grup d'Investigació 'Globàlium' de la Fundació Randa - Lluís M. Xirinacs.